# John G. Campbell
John Goulder Campbell (* 25. Juni 1827 in Glasgow, Schottland; † 22. Dezember 1903 in Prescott, Arizona) war ein US-amerikanischer Politiker. Zwischen 1879 und 1881 vertrat er als Delegierter das Arizona-Territorium im US-Repräsentantenhaus.

## Frühe Jahre
John Campbell kam im Jahr 1841 in die Vereinigten Staaten und ließ sich zunächst im Staat New York nieder. Dort besuchte er auch die öffentlichen Schulen. Im Jahr 1849 zog er nach Kalifornien, wo er verschiedene Berufe ausübte. 1863 kam er schließlich nach Prescott im heutigen Arizona. Dort engagierte er sich im Handel und in der Viehzucht.

## Politische Laufbahn
Campbell war Mitglied der Demokratischen Partei. Zwischen 1868 und 1874 war er Abgeordneter im Repräsentantenhaus des Arizona-Territoriums. Gleichzeitig war er auch noch Landrat (County Supervisor) im Yavapai County. Bei den Kongresswahlen des Jahres 1878 wurde er von seiner Partei gegen den Amtsinhaber Hiram Sanford Stevens für die Position des Kongressdelegierten nominiert und anschließend von den Wählern auch in dieses Amt gewählt. Damit konnte er zwischen dem 4. März 1879 und dem 3. März 1881 eine Legislaturperiode als Delegierter im US-Repräsentantenhaus absolvieren.
Nach dem Ende seiner Zeit im Kongress widmete sich Campbell wieder seinen privaten Geschäften in Arizona, wozu inzwischen auch das Hotelgeschäft gehörte. John Campbell verstarb im Dezember 1903 in seinem Heimatort Prescott.